# Athabasca Pass
Der Athabasca Pass ist ein Gebirgspass in den kanadischen Rocky Mountains. Er liegt im Jasper-Nationalpark in der Provinz Alberta nahe der Grenze zu British Columbia. Die Passhöhe liegt bei 1753 m und ermöglicht die Überquerung der nordamerikanischen kontinentalen Wasserscheide. Weiter südlich ist eine Überquerung der kanadischen Rocky Mountains über den Yellowhead Pass und nördlich über den Howse Pass möglich. Flankiert wird der Pass von Mount Brown (2799 m) und McGillivray Ridge (2697 m), welche beide durch Eisfelder bedeckt sind.

## Geschichte
Der Pass war den hier ansässigen First Nations schon lange bekannt und wurde von ihnen genutzt. Als erster Weißer überquerte David Thompson den Pass 1811. Später musste der Pass vom York Factory Express der North West Company zwischen den Handelszentren im Ruperts Land im Osten und dem Columbia District im Westen überquert werden. Er lag auf dem Abschnitt zwischen der Bootslandestelle (welche von der North West Company nur „Boat Encampment“ genannt wurde) am Columbia River, nördlich von Revelstoke und dem Jasper House.
Wegen seiner Bedeutung als Teil des wichtigsten Pelzhandelsweges aus dem Columbia District zu den Handelszentren im kanadischen Osten wurde der Pass am 27. Mai 1971 von der kanadischen Regierung, unter dem Namen Athabasca Pass National Historic Site of Canada, zur nationalen historischen Stätte erklärt.